# Idiocranium russeli
Idiocranium russeli és una espècie d'amfibis gimnofions de la família Caeciliidae. És monotípica del gènere Idiocranium. És endèmica de Camerun.